# MIJARC Europa
Die MIJARC Europa (MIJARC steht für frz. Mouvement International de la Jeunesse Agricole et Rurale Catholique; Deutsch: Internationale Katholische Landjugendbewegung) ist der Dachverband der europäischen Landesverbände der Internationalen Katholischen Landjugendbewegung. Er hat sich das Ziel gesetzt, junge Menschen aus Europa miteinander zu vernetzen. Dazu organisiert sie interkulturelle Austauschprojekte, Sommercamps, Seminare, Kampagnen und außerschulische Lernangebote.
Der europäische Dachverband der MIJARC hat seinen Sitz in Brüssel. Die MIJARC Europa ist Mitglied des Europäischen Jugendforums (YFJ), der Europakoordination La Via Campesina (ECVC) und hat einen Teilnehmerstatus im Europarat, mit einem Sitz im Beirat zu Jugendfragen des Europarates, dem Advisory Council on Youth.

## Mitgliedsverbände
Der MIJARC Europa gehören derzeit (Stand 2020) Mitgliedsverbände befreundete Verbände (intern als „Kontaktorganisationen“ bezeichnet) in folgenden Ländern an: Portugal (JARC), zwei Verbände in Spanien (MJRC und JARC Catalonia), Frankreich (MRJC), Belgien (KLJ), Deutschland (KLJB), Ungarn (KIM), Österreich (KJÖ), Polen (EiR), Bulgarien (YMDRAB), Armenien (FYCA), Georgien (Umbrella), Italien (Futuro Digitale), Malta (Innovative Youth), den Niederlanden (Stichting Euromove), der Slowakei (ADEL) und Rumänien (APSD-Agenda 21). Diese Verbände hatten 2017 insgesamt schätzungsweise 170.000 Mitglieder zwischen 12 und 35 Jahren. Sie erreichen mit ihren Angeboten nach eigenen Schätzungen jährlich mehr als 360.000 Jugendliche.

## Struktur
Die Mitgliedsorganisationen der MIJARC Europa sind entsprechend dem bottom-up Prinzip strukturiert und basisdemokratisch ausgerichtet. Junge Menschen treffen sich in örtlichen Gruppen. Aus ihnen werden diözesane und regionale Vorständen gewählt, die wiederum landes- bzw. bundesweite Vorstände wählen.
Das höchste beschlussfassende Organ ist die Europaversammlung, die mindestens einmal jährlich in wechselnden Ländern stattfindet. Sie wählt die fünf Mitglieder des Europavorstands und die Mitglieder der Europakoordination. Alle vier Jahre findet eine erweiterte Europaversammlung statt, die den Aktionsplan der MIJARC Europa für die kommenden vier Jahre diskutiert und verabschiedet. Die nächste erweiterte Europaversammlung ist für 2021 angesetzt.

## Schwerpunkte
Der Aktionsplan der MIJARC Europa für die Jahre 2017–2021 beinhaltet Ziele in folgenden Themenschwerpunkten:
- Menschenrechte
- Eine europäische Vision für eine vernetzte Welt
- Umweltschutz
- Jugendpartizipation
- Landwirtschaft
- Ganzheitliche Bildung und lebenslanges Lernen in ländlichen Räumen (mit besonderer Betonung der außerschulischen und informellen Bildung)
- Internationale Solidarität
- Geschlechtergerechtigkeit

## Europavorstand
Der Europavorstand setzt sich jeweils aus fünf Mitgliedern zusammen. Der Vorstand wird auf der Europaversammlung für eine Amtszeit von drei Jahren gewählt. Aktuell setzt sich der Europavorstand wie folgt zusammen:
| Name              | Position             | Nationalität | Herkunftsorganisation | Im Europavorstand seit |
| ----------------- | -------------------- | ------------ | --------------------- | ---------------------- |
| Jannis Fughe      | Präsident            | Deutschland  | KLJB                  | 2020                   |
| Enya Putignano    | Vizepräsidentin      | Malta        | Innovative Youth      | 2021                   |
| Adeline Zhiyanski | Vizepräsidentin      | Bulgarien    | YMDRAB                | 2020                   |
| Sara Neagu        | Legal Representative | Rumänien     | Agenda 21             | 2019                   |
| Sophie Fromentin  | Treasurer            | Frankreich   | MRJC                  | 2020                   |

## Ehemalige Europavorstandsmitglieder
| Name                | Nationalität | Amtszeit  |
| ------------------- | ------------ | --------- |
| Armine Movsesyan    | Armenien     | 2020–2021 |
| Cristiana Palma     | Portugal     | 2017–2020 |
| Daniela Ordowski    | Deutschland  | 2017–2020 |
| Claire Perrot-Minot | Frankreich   | 2017–2020 |
| Arman Grigoryan     | Armenien     | 2017–2020 |
| Anastasia Cârjan    | Rumänien     | 2015–2016 |
| Alexandru Hanny     | Rumänien     | 2015–2016 |
| Jeroen Decorte      | Belgien      | 2014–2017 |
| Veronika Nordhus    | Deutschland  | 2014–2017 |
| Thibault Duisit     | Frankreich   | 2014–2017 |
| Jan Vanwijnsberghe  | Belgien      | 2013–2015 |
| Anna Caryk          | Polen        | 2012–2014 |
| Lyubomir Todorov    | Bulgarien    | 2012–2014 |
| Olivier Dugrain     | Frankreich   | 2011–2014 |
| Florian Aurbacher   | Deutschland  | 2011–2014 |